# عبد المهدي مطر
عبد المهدي عبد الحسين مطر (15 فبراير 1901 - 15 يوليو 1975) فقيه مسلم وأستاذ جامعي وكاتب عراقي في القرن 20 م/ 14 هـ. ولد في النجف ونشأ بها على والده العالم ثم حضر على النائيني ومحمد حسين الأصفهاني ومحسن الحكيم وأبو القاسم الخوئي ومحمد حسين كاشف الغطاء. شارك في النوادي الأدبية النجفية وبرز في اللغة وهو من نحاة النجف القرن 14 هـ. له تقريرات في الأصول والفقه الجعفري وديوان الشعر ودراسات في قواعد اللغة العربية والأحزار المجرية وحياة الرسول الأعظم ومذكرات عن حركة 1934. توفي في مسقط رأسه ودفن بها.

## سيرته
ولد عبد المهدي بن عبد الحسين بن مطر الخفاجي النجفي في النجف 26 شوال 1318 هـ / 15 فبراير 1901 م ونشأ بها على والده المتوفي 1363 هـ. قرأ مقدماته وسطوحه علی أساتذة ثم حضر الأبحاث العالية فقهاً وأصولاً على حسين النائيني ومحمد حسين الأصفهاني ومحسن الحكيم وأبو القاسم الخوئي ومحمد حسين كاشف الغطاء. 

شارك في النوادي الأدبية كثيرا وطارح الشعراء وأصبح من الشعراء البارزين في النجف وله صولا شعرية في المناسبات المختلفة وكان من المساهمين بتأسيس جمعية منتدى النشر في كلية الفقه ومن المدرسين بها للعلوم العربية وتخرج عليه جمع الفضلاء ويعد من نحاة النجف في القرن 14 هـ. 

توفي في النجف 7 رجب 1395 هـ/ 15 يوليو 1975 م ودفن بها وأقيم له حفل أربعين في كلية الفقه.

## شعره
من شعره في الحكمة والنصيحة:

## مؤلفاته
- دراسات في قواعد اللغة العربية
- الأحزار المجرية
- تقريرات الفقه
- تقريرات الأصول
- تعليقة علی العروة الوثقی
- خمائل الرائد في أصول
- حياة الرسول الأعظم
- مذكرات عن حركة 1934